# Revelació d'informació personal
La revelació d'informació personal, també anomenada dòxing, és l'acte de proporcionar públicament informació d'identificació personal sobre una persona o organització, normalment a través d'Internet i sense el seu consentiment. Històricament, el terme s'ha utilitzat per referir-se tant a l'agregació d'aquesta informació de bases de dades públiques i llocs web de xarxes socials (com Facebook o X), com a la publicació d'informació prèviament privada obtinguda per mitjans criminals o d'una altra manera fraudulenta (com ara la pirateria i l'enginyeria social).

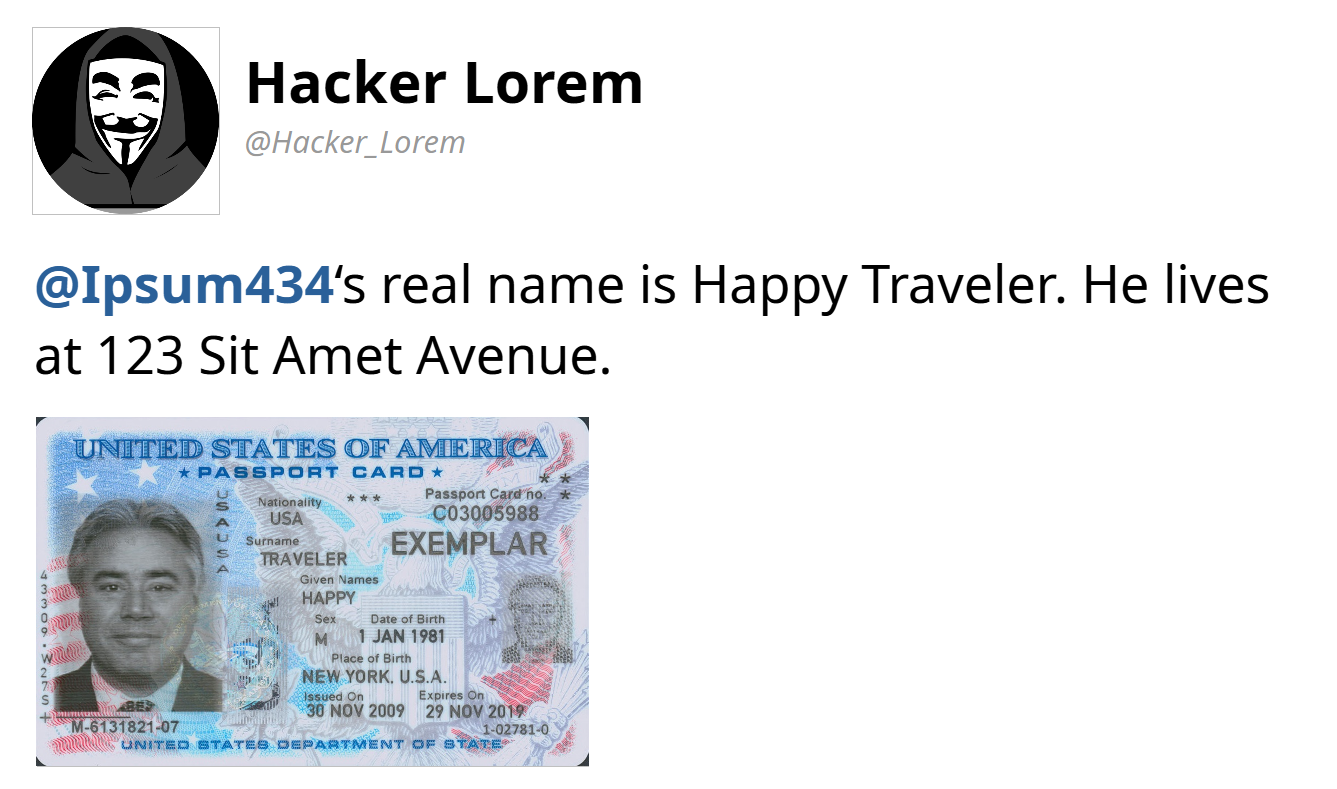
Un exemple fictici d'una publicació dòxing a les xarxes socials. En aquest cas, es mostra el nom i l'adreça personal de la víctima.

L'agregació i el subministrament de material publicat anteriorment és generalment legal, tot i que pot estar subjecte a lleis relacionades amb l'assetjament i la intimidació. El dòxing es pot dur a terme per motius com ara la vergonya en línia, l'extorsió i l'ajuda de vigilants a les forces de l'ordre. També pot estar associat amb el hacktivisme.

## Etimologia
Doxing és un neologisme. S'origina a partir d'una alteració ortogràfica de l'abreviatura "docs", per a "documents", i fa referència a "compilar i alliberar un dossier d'informació personal sobre algú". Essencialment, el dòxing és revelar i donar a conèixer els registres d'un individu, que abans eren privats o difícils d'obtenir.
El terme dox deriva de l'argot "dropping dox", que, segons el col·laborador de Wired Mat Honan, va ser "una tàctica de venjança de la vella escola que va sorgir de la cultura dels pirates informàtics a la dècada de 1990". Els pirates informàtics que operaven fora de la llei en aquella època utilitzaven la violació de l'anonimat de l'oponent com a mitjà per exposar-lo a l'assetjament o a les repercussions legals.
En conseqüència, el dòxing sol tenir una connotació negativa perquè pot ser utilitzat com a mitjà de venjança mitjançant la violació de la privadesa.

## Història
La pràctica de publicar informació personal sobre persones com una forma de vigilant és anterior a Internet, a través de mitjans físics com ara diaris i fulletons. Per exemple, en resposta a la Llei de segell de 1765 a les Tretze Colònies, grups radicals com els Fills de la Llibertat van assetjar els recaptadors d'impostos i aquells que no van complir amb els boicots als productes britànics publicant els seus noms en fulletons i articles de diaris.
Fora de les comunitats hacker, els primers exemples prominents de doxing van tenir lloc en fòrums de discussió a Internet a Usenet a finals de la dècada de 1990, incloent usuaris que circulaven llistes de sospitosos neonazis, racistes posteriors. També a finals de la dècada de 1990, s'havia llançat un lloc web anomenat Nuremberg Files, amb les adreces dels proveïdors d'avortament i el llenguatge que implicava que els visitants del lloc web haurien d'assetjar i matar les persones llistades.
Les ONG pro-Israel, com ara la Coalició d'Israel al Campus i la Missió Canària, han estat acusades d'agressar els activistes palestins al publicar dossiers públics a través de fulletons i els seus llocs web. La guerra entre Israel i Hamàs va veure un augment de les activitats de doxing als Estats Units. El grup de defensa de la dreta Accuracy in Media va enviar camions doxing a la Universitat Yale i a la Universitat de Colúmbia, mostrant els noms i cares d'estudiants considerats anti-Israel sota una pancarta que els etiquetava com "antisemites líders" al campus. De la mateixa manera, Canary Mission va publicar les identitats i imatges dels estudiants de la Universitat Harvard implicats en la circulació d'una carta oberta, publicada el 7 d'octubre, que considerava "el règim israelià totalment responsable de tota la violència que s'està desenvolupant".

### Doxware
Doxware és un atac de criptovirologia inventat per Adam Young i desenvolupat posteriorment amb Moti Yung que duu a terme extorsió doxing mitjançant programari maliciós. Es va presentar per primera vegada a West Point l'any 2003. L'atac té les seves arrels en la teoria de jocs i es va anomenar originalment "jocs de suma diferent i programari maliciós supervivent".
L'atac es resumeix al llibre Malicious Cryptography de la següent manera:
"L'atac es diferencia de l'atac d'extorsió de la següent manera. En l'atac d'extorsió, a la víctima se li nega l'accés a la seva pròpia informació valuosa i ha de pagar per recuperar-la, on en l'atac que es presenta aquí la víctima conserva l'accés a la informació però la seva divulgació queda a criteri del virus informàtic.."
Doxware és el contrari del ransomware. En un atac de rescat (originalment anomenat extorsió criptoviral), el programari maliciós xifra les dades de la víctima i exigeix el pagament per proporcionar la clau de desxifrat necessària. En l'atac de criptovirologia doxware, l'atacant o malware roba les dades de la víctima i amenaça de publicar-les a menys que es pagui una tarifa.

## Legislació

### Alemanya
A Alemanya, el doxing es va afegir al codi penal el setembre de 2021 com a de ( article 126a del Codi penal ). Des d'aleshores, la publicació de dades de lliure accés es sanciona amb una pena de presó de fins a dos anys o una multa, i la publicació de dades que no siguin de lliure accés es sanciona amb una pena de presó de fins a tres anys o una multa. La difusió de les dades i el seu contingut ha de ser adequada i, segons les circumstàncies, destinada a exposar la persona interessada o persones properes a un delicte dirigit contra ella o a un altre acte il·lícit contra l'autodeterminació sexual, la integritat física, la llibertat personal o contra un objecte de valor significatiu. En referència a l'article 86 del Codi Penal, que penalitza la de, la difusió de dades personals en perill no és sancionable si és socialment adient i “l’acte serveix per a l’educació cívica, la defensa contra els esforços inconstitucionals, l’art o la ciència, la investigació o la docència, la divulgació de l’actualitat o la història o finalitats similars. " ( Secció 86, paràgraf 4 del Codi Penal).

### Austràlia
El 2024, el govern australià va anunciar que introduiria una nova legislació per criminalitzar la doxing a causa d'un incident en què es van filtrar les dades personals de més de 600 persones d'un grup de WhatsApp de jueus australians. Algunes de les persones les dades de les quals es van filtrar van rebre amenaces de danyar la seva reputació, així com amenaces de mort. La legislació proposada, que inclou una llei que sanciona la doxing amb la presó, ha rebut el suport bipartidista i el suport del primer ministre Anthony Albanese.

### Àustria
El 2006 Àustria va aprovar la seva llei contra l'assetjament i el 2016 el ciber-mobbing es va convertir en delicte. Tot i que a finals de 2024 el doxing no és cap delicte específic, les lleis esmentades s'utilitzen en casos de violència en línia. Com que Àustria és un estat membre de la UE, s'aplica la llei de la UE ( DSGVO ).

### Corea del Sud
Corea del Sud és un dels pocs països amb un estatut penal que aborda específicament la doxing. L'article 49 de la "Llei de promoció de l'ús de la xarxa d'informació i comunicacions i protecció de la informació" prohibeix la recollida i difusió il·lícita d'informació privada com ara el nom complet, la data de naixement, l'adreça, la probabilitat i qualsevol altra informació que es consideri suficient per identificar una persona concreta. (s) quan es veu en suma, independentment de la intenció. A la pràctica, però, a causa de la naturalesa ambigua de la "recollida il·lícita" d'informació privada a l'estatut, les accions legals sovint es basen en l'article 44 de la mateixa llei, que prohibeix insultar una persona amb llenguatge despectiu o profà, i la difamació d'una persona. individu mitjançant la difusió d'informació errònia o d'informació factual privilegiada que pot danyar la reputació o l'honor d'una persona (que sovint es produeix en un incident de doxing). Aquesta clàusula en particular fa complir condemnes màximes més dures que una llei "tradicional" sobre difamació existent al codi penal coreà. Originalment es va promulgar parcialment com a resposta a l'augment dels suïcidis de celebritats a causa del ciberassetjament.

### Espanya
El Codi penal espanyol regula les sancions per al descobriment i revelació de secrets en els articles 197 a 201. Estableix, en el seu article 197, que "qui, per descobrir els secrets o violar la privacitat d'un altre, sense el seu consentiment, s'apodera dels seus papers, cartes, missatges de correu electrònic o qualsevol altre document o efecte personal, intercepta les seves telecomunicacions o utilitza dispositius tècnics per escoltar, transmetre, enregistrar o reproduir so o imatge, o qualsevol altre senyal de comunicació, serà castigat amb penes de presó d'un a quatre anys i una multa de dotze a vint-i-quatre mesos". Per l'article 197, la mateixa pena castiga aquells que "seguin, utilitzin o modifiquin, en detriment d'un tercer, dades personals o familiars reservades d'un altre que estiguin registrats en arxius o mitjans informàtics, electrònics o telemàtics, o en qualsevol altre tipus de fitxer o registre públic o privat".
Els que "disseminen, revelen o transfereixen" les dades esmentades a tercers s'enfronten a una pena de dos a cinc anys de presó (un a tres anys de presó i multes de dotze a vint-i-quatre mesos, si no estan directament implicats en el seu descobriment, sinó "amb coneixement del seu origen il·lícit"). Aquests delictes són particularment greus si els fa la persona responsable dels respectius arxius, mitjans de comunicació, registres o arxius o a través d'un ús no autoritzat de dades personals, si revela la ideologia, religió, creences, salut, origen racial o vida sexual de la víctima, si la víctima és menor o discapacitat, i si es fa amb benefici econòmic.
Tal com estableix la reforma del Codi Penal del 2015, per "disseminar, revelar o transferir a tercers imatges o enregistraments audiovisuals de la que s'obtingui amb el seu consentiment en una llar o en qualsevol altre lloc fora de la vista de tercers, quan la revelació soscava greument la privacitat personal d'aquesta persona", sense l'autorització de la persona afectada, també es castiga per article 197 ⁇ 7 a tres mesos a un any de presó i multes de sis a dotze mesos. El delicte és particularment greu si la víctima està vinculada al delinqüent per matrimoni o una "relació afectiva anàloga", menor d'edat o discapacitat.

### Estats Units
Als Estats Units, hi ha pocs recursos legals per a les víctimes de doxing. Existeixen dues lleis federals que podrien abordar el problema del doxing: l'Estatut de les comunicacions interestatals i l'Estatut de l'assetjament interestatal.  No obstant això, com ha argumentat un erudit, "[a]quests estatuts... són lamentablement inadequats per evitar la doxing perquè els seus termes són poc inclusius i rarament s'apliquen".  L'Estatut de les comunicacions interestatals, per exemple, "només criminalitza les amenaces explícites de segrestar o ferir una persona".  Però en molts casos de doxing, un doxer mai pot transmetre una amenaça explícita de segrestar o ferir, però la víctima encara podria tenir bones raons per estar aterrida.  I l'Estatut de l'assetjament interestatal "poques vegades s'aplica i només serveix com a protecció buida contra l'assetjament en línia". 
Segons una estimació, més de tres milions de persones són assetjades per Internet cada any, però només unes tres són acusades d'acord amb l'Estatut d'assetjament interestatal.  En conseqüència, "[l]a manca d'aplicació federal significa que els Estats han d'intervenir si es vol reduir el doxing". 
A finals de 2023 i principis de 2024, durant una erupció de cops de polítics nord-americans, es va fer servir àmpliament com a forma d'encoratjar els atacs, ja que els Estats Units tenen lleis febles sobre la privadesa de les dades, amb la informació personal dels seus ciutadans sovint fàcilment accessible en línia a causa del diversos intermediaris de dades.

### Hong Kong
A partir del 2021, a Hong Kong és un delicte el dox, on el doxing es defineix com l'alliberament d'informació privada o no pública sobre una persona amb finalitats "d'amenaça, intimidació, assetjament o per causar danys psicològics". Les persones condemnades en virtut d'aquest estatut són passibles de penes de presó de fins a 5 anys i una multa de 1.000.000 HK$ (128.324,40 USD).

### Països Baixos
El 2021, a causa de l'augment dels incidents de doxing dirigits a activistes, polítics, periodistes i altres holandesos, el llavors ministre de Justícia i Seguretat Ferdinand Grapperhaus va proposar una nova llei contra el doxing. La llei estableix que és un delicte compartir dades personals amb la intenció d'intimidar, assetjar o dificultar la feina i comporta una pena màxima de dos anys de presó o una multa de 25.750 € (28.204 dòlars EUA). La sanció s'incrementarà en un terç quan estigui dirigida a determinats personatges públics. La proposta de llei va aprovar les dues cambres del parlament i va entrar en vigor l'1 de gener de 2024.

### Rússia
Segons l'article 137 "Invasió de la privadesa personal", l'intercanvi públic d'informació personal, utilitzant mitjans de comunicació de masses, Internet, fins i tot esdeveniments públics, es considera un delicte i serà castigat amb una multa de fins a divuit mesos de salari, o amb treballs obligatoris per un termini de fins a tres-centes seixanta hores, o per treballs correctius de fins a un any, o per treballs forçats per un termini de fins a dos anys. amb privació del dret a ocupar determinats càrrecs o a exercir determinades activitats per un termini de fins a tres anys o sense, o detenció per un termini de fins a quatre mesos, o presó de fins a dos anys amb privació de el dret a ocupar determinats càrrecs o a exercir determinades activitats per un termini de fins a tres anys.

### Xina
Des de l'1 de març de 2020, s'ha implementat la "Normativa sobre la governança ecològica del contingut d'informació en línia" de la República Popular de la Xina, que aclareix que els usuaris i productors de serveis i plataformes de contingut d'informació en línia no han de participar en violència en línia, doxing, falsificació profunda, frau de dades, manipulació de comptes i altres activitats il·legals.